# Перселвилл
Перселвилл (англ. Purcelville) — город в округе Лаудон в штате Виргиния США. По данным переписи 2020 года, численность населения города составляла 8 929 человек.

## Население
| 2010 | 2020  |
| ---- | ----- |
| 7727 | ↗8929 |